# Малышев, Михаил Вадимович
Ма́лышев, Михаи́л Вади́мович (род. 26 декабря 1922 года, г. Москва) — академик МАЭП, почетный доктор Будапештского технического университета, заслуженный деятель науки и техники РСФСР. Доктор технических наук, профессор. Заслуженный деятель науки РФ. Окончил факультет гидротехнического строительства Московского инженерно-строительного института; аспирант ВНИИ ВОДГЕО (водоснабжения, канализации, гидротехнических сооружений и инженерной геологии). В 1947–1963 гг. работал во ВНИИ ВОДГЕО, в 1963–1971 гг. — в НИИ оснований и подземных сооружений в качестве руководителя лаборатории механики мерзлых грунтов. Член редколлегий журнала «Основания, фундаменты и механика грунтов», польского журнала «Архивум гидротехники».
Автор более 170 научных статей и докладов. Автор и редактор ряда статей в «Большой советской энциклопедии», «Строительной энциклопедии», «Справочнике проектировщика».

## Биография
Родился 26 декабря 1922 года в городе Москва.
В 1940 г. поступил на первый курс Московского инженерно-строительного института им. Куйбышева.
В 1941 году летом работал в Москве на деревообделочном комбинате №7 в качестве слесаря.
В 1941 году в октябре месяце эвакуировался совместно с матерью (Малышева Маргарита Генриховна) из Москвы в г. Курган, где поступил в Московское отделение треста «Гидроэнергопроект» НКЭС в декабре 1941 г. на должность техника.
В мае 1942 года, уйдя из «Гидроэнергопроекта», переехал в г. Новосибирск для продолжения обучения в находившемся там в то время Московском инженерно-строительном институте.
В августе 1942 года был мобилизован в Красную Армию. Был в военном училище ЛАТУЗА, затем в 122 ЗСП, откуда в декабре 1942 г. был демобилизован по болезни. Вернувшись после демобилизации в г. Москву, продолжил образование в Московском инженерно-строительном институте на гидротехническом факультете. В период обучения в институте выполнял общественные и комсомольские поручения.
В 1946 году окончил факультет гидротехнического строительства Московского инженерно-строительного института им. В.В.Куйбышева и получил квалификацию инженера-строителя. По окончании института был направлен на работу в трест «Гидроэнергопроект», где работал в должности инженера до августа 1947 года.
С 1947 по 1949 год аспирант ВНИИ ВОДГЕО (водоснабжения, канализации, гидротехнических сооружений и инженерной гидрогеологии).
В 1950 году защитил кандидатскую диссертацию (в ВОДГЕО) на тему: «Расчеты прочности оснований сооружений».
В 1951 году ВАК СССР (высшей аттестационной комиссией) было присвоено звание Старший научный сотрудник по специальности Основания и фундаменты.
С 1947 по 1963 год работал в ВОДГЕО, с 1951 года старшим научным сотрудником.
С 1963 года по 1971 год работал в НИИ Оснований и подземных сооружений в качестве Руководителя лаборатории механики мерзлых грунтов.
В 1968 году защитил докторскую диссертацию по специальности – «Механика грунтов, основания и фундаменты» в НИИОСП на тему «Вопросы прочности грунтов и устойчивости оснований сооружений».
В 1968 году утвержден ВАК как доктор технических наук.
В 1971 году перешел по конкурсу в Московский инженерно-строительный институт на должность профессора кафедры «Механика грунтов, основания и фундаменты», где работал по 2000 год.
В 1972 году утвержден в ученом звании Профессора по кафедре «Механика грунтов, основания и фундаменты» в ВАК СССР.
В 1989 году избран Советом Будапештского технического университета, Венгрия, доктором «Хонорис Кауза (Почетным доктором).
С 1959 года по 2001 год член редколлегии журнала «Основания, фундаменты и механика грунтов».
С 1975 года по 1992 год являлся членом редколлегии польского журнала «Архивум гидротехники» (Польша, г. Гданьск).
С 1965 года по 1995 год являлся Вице-президентом Национального Комитета России по Механике грунтов и фундаментостроению, заместитель председателя Специализированного совета по присуждению ученой степени доктора и кандидата наук по специальности «Механика грунтов» и «Основания и фундаменты» при МИСИ (по 1992 год), член Специализированного совета по тем же специальностям НИИОСП им. Н.М.Герсеванова. С 1971 года по 1992 год член Экспертного Совета ВАК  по строительству и архитектуре.

## Учебная и научная работа
Под научным руководством М.В.Малышева окончили аспирантуру, защитили диссертации и утверждены ВАК 21 аспирант и один докторант. Из них из СССР – 12, из Египта – 2, из Китая – 1, из Непала – 1, из Сирии – 3, из Палестины – 2, из Ливана – 1.
Темы аспирантских и докторантских работ связаны с:
- определение напряженно-деформированного состояния оснований фундаментов – ленточных и круглых фундаментов с теоретическими решениями и модельными испытаниями в лаборатории, стендовые испытания;
- расчетом осадок сооружений с учетом нелинейной деформируемости грунтов;
- решениями упруго-пластических задач для оснований и фундаментов;
- установлением условий прочности грунтов, особенно песчаных в случаях сложного напряженного состояния и плоской деформации;
- определению несущей способности оснований сооружений, передающих как только вертикальную, так и наклонную нагрузку с горизонтальной составляющей, с целью определения общей устойчивости;
- несущая способность и распределение напряжений в многослойных основаниях;
- решение задач по теории предельного равновесия сыпучих и связных грунтов;
- изучение явления дилатансии песчаных грунтов и ее влияния на прочность и деформируемость;
- набухание глинистых грунтов;
- просадка при замачивании лессовидных макропористых грунтов.

За время учебной и научной работы М.В.Малышевым опубликовано более 150 научных статей (см., список работ), докладов, в том числе четыре монографии. Одна из них «Прочность грунтов и устойчивость оснований сооружений» была издана в 1980 году и переиздана в 1994 году. Кроме того он  опубликовал 245 рефератов научных статей в разное время в Реферативном журнале (РЖ Механика).
Очень популярной среди студентов и преподавателей является учебное пособие по курсу «Механика грунтов. Основания и фундаменты (в вопросах и ответах», которая вышла в свет в 2004 году и переиздана.
В процессе проведения учебной работы за 20 - летний период – читал многократно лекции по курсам «Механика грунтов, основания и фундаменты» и «Основы научных исследований в МИСИ, а затем в МГСУ. А в качестве приглашенного лектора в ряде Вузов СССР.

## Участие в международных конгрессах и конференциях
Малышев М.В. принимал активное участие в международных конгрессах и конференциях по специальности «Механика грунтов и фундаментостроение», в том числе в качестве председателя сессий, генерального докладчика:
- 1967 г. – в Норвегии;
- 1974, 1984, 1990 г.г. – в Венгрии;
- 1972 г. – в ГДР;
- 1974 г. – в Югославии;
- 1977 г. – в Японии;
- 1979 г. – в Чехословакии;
- 1979 г. – в ФРГ;
- 1980 г. – в Болгарии.

Одновременно сделаны публикации научных работ в докладах международных конгрессов и конференции по механике грунтов и фундаментостроению (на английском языке):
- 1958 г. – Бельгия;
- 1961 г. – Франция;
- 1965 г. – Канада;
- 1966 г. – ФРГ (статья в журнале «Баутехник» на немецком языке);
- 1968, 1971, 1981,1982, 1984, 1990 г.г. – в Венгрии;
- 1969 г. – Мексика;
- 1973 г. – ГДР;
- 1974, 1981 – Швеция;
- 1977 г. – Япония;
- 1977, 1979 г.г. – Чехословакия;
- 1979 г. – ФРГ;
- 1979 г. – Англия;
- 1982 г. – Нидерладны;
- 1983 г. – Финляндия;
- 1991 г. – Италия.

## Основные научные достижения
За время работы М.В.Малышев получил 8 авторских свидетельств на изобретения:
- прибор для определения модуля сдвига грунтов;
- установка для определения механических характеристик сопротивляемости сдвигу и сжатию грунтов;
- способ определения характеристик прочности и деформируемости грунтов;
- прибор для определения бокового давления водонасыщенных грунтов;
- прибор для испытания образца грунта на прочность и деформируемость в условиях сложного напряженного состояния;
- прессиометр;
- способ определения деформаций грунтов и горных пород;
- устройство для измерения давления грунтов.

М.В.Малышев является автором и редактором ряда статей в Большой Советской Энциклопедии и Строительной Энциклопедии, в Справочнике проектировщика. Он оказывал многочисленные консультации строителям и проектировщикам по вопросам фундаментостроения, экспертиза и составление заключений по аварийным случаям с рекомендациями по устранению дефектов и налаживанию дальнейшей нормальной эксплуатации.
Основное направление научной работы это:
- предельное равновесие сыпучей среды[3][4];
- установление нелинейных зависимостей между напряжениями и деформациями в грунтах экспериментальным путем и расчетные зависимости;
- решение задач о напряженно-деформированном состоянии в однородных и слоистых основаниях при нелинейной зависимости между напряжениями и деформациями[5];
- прогноз осадок фундаментов с учетом нелинейной деформируемости грунтов;
- прочность песчаных грунтов[6][7];
- давление грунтов на трубопроводы, укладываемые в них.

М.В.Малышев был одним из ведущих современных ученых в области механики грунтов. В течение всей свой научной жизни о развивал наиболее актуальные и сложные разделы механики дисперсных сред о напряженно-деформированном состоянии и прочности грунтов, устойчивости оснований и сооружений. Им создана теория прочности грунтов, позволяющая физически обоснованно использовать их свойства и существенно повысить нагрузки на основания, сложенные несвязными грунтами, в том числе песчаными.
М.В.Малышевым существенно развита теория предельного равновесия сыпучей среды за счет линеаризации исходной системы уравнений и использования кинематики для определения траекторий перемещений. Произведена экспериментальная проверка результатов полученных решений.
М.В.Малышевым предложены фундаментальные решения задач оценки несущей способности оснований сооружений, а также расчетов многослойных и однородных оснований сооружений, а также расчётов многослойных и однородных оснований сооружений за пределом линейной зависимости между напряжениями и деформациями, консолидации слабых водонасыщенных грунтов.
Внедрение результатов исследований М.В.Малышева в проектную практику позволяет существенно уменьшить размеры фундаментов сооружений и, в частности, снизить глубину их заложения в ряде случаев до 30%.
Последние работы М.В.Малышева в области прочности грунтов являются принципиально новыми в современной механике грунтов, определившие ее дальнейшее развитие и направленность разработки эффективных инженерных решений. М.В.Малышев в этой области считается по праву одним из крупнейших специалистов нашей страны. Отмеченная монография «Прочность грунтов и устойчивость оснований сооружений» является одной из важнейших монографий среди появившихся в области механики грунтов в 20-м столетии. В ней были заложены и развиты принципиально новые научные направления. Этой монографии была дана высокая оценка в советской и зарубежной научной литературе.
Крупный вклад М.В.Малышева в развитие современной механики грунтов снискал ему международный авторитет, о чем свидетельствует отмеченное выше участие на международных конгрессах и конференциях по механике грунтов и фундаментостроению.

## Награды
М.В. Малышев награжден медалями «За доблестный труд. В ознаменование 100-летия со дня рождения В.И.Ленина» (1970 г.), «60 лет вооруженных сил СССР» (1978 г.), «Ветеран труда» (1985 г.), почетными грамотами Президиума ЦК Профсоюза строительства и промстройматериалов, издательства «Советская Энциклопедия».
В 1985 году награжден министром высшего и среднего специального образования СССР почётным знаком «Высшая школа СССР. За отличные успехи в работе».
В 1991 году присвоено Указом Президента России звание «Заслуженный деятель науки и техники Российской Федерации».